# Binoculus bicornutus
Binoculus bicornutus is een visluizensoort uit de familie van de Argulidae. De wetenschappelijke naam van de soort is voor het eerst geldig gepubliceerd in 1816 door Risso.